# Patrimoni dell'umanità della Colombia
I patrimoni dell'umanità della Colombia sono i siti dichiarati dall'UNESCO come patrimonio dell'umanità in Colombia, che è divenuta parte contraente della Convenzione sul patrimonio dell'umanità il 24 maggio 1983.
Al 2022 i siti iscritti nella Lista dei patrimoni dell'umanità sono nove, mentre undici sono le candidature per nuove iscrizioni. Il primo sito iscritto nella lista è stato nel 1984 l'insieme del porto, fortezze e complesso monumentale di Cartagena, durante l'ottava sessione del comitato del patrimonio mondiale. Gli altri siti furono aggiunti nel 1994, 1995 (tre), 2006, 2011, 2014 e 2018. Sei siti sono considerati culturali, secondo i criteri di selezione, due naturali e uno misto; uno è parte di un sito transnazionale.

## Siti del Patrimonio mondiale
| Foto | Sito                                                       | Luogo                                                                                              | Tipo                              | Anno | Descrizione |
| ---- | ---------------------------------------------------------- | -------------------------------------------------------------------------------------------------- | --------------------------------- | ---- | --- |
|      | Porto, fortezze e complesso monumentale di Cartagena       | Cartagena de Indias                                                                                | Culturale (285; iv, vi)           | 1984 | Situata in una baia nel Mar dei Caraibi, Cartagena ha le fortificazioni più estese del Sudamerica. Un sistema di zone divide la città in tre quartieri: San Pedro, con la cattedrale e molti palazzi in stile andaluso; San Diego, dove vivevano i mercanti e la classe media; e Getsemani, il "quartiere popolare". |
|      | Parco nazionale Los Katíos                                 | Riosucio, Turbo                                                                                    | Naturale (711; ix, x)             | 1994 | Estendendosi per oltre 72 000 ettari nel nord-ovest della Colombia, il Parco nazionale Los Katíos comprende basse colline, foreste e pianure umide. Un'eccezionale diversità biologica si trova nel parco, che ospita molte specie animali minacciate, oltre a molte piante endemiche. |
|      | Centro storico di Santa Cruz de Mompox                     | Santa Cruz de Mompox                                                                               | Culturale (742; iv, v)            | 1995 | Fondata nel 1540 sulle rive del fiume Magdalena, Mompox ha svolto un ruolo chiave nella colonizzazione spagnola del nord del Sudamerica. Dal XVI al XIX secolo la città si sviluppò parallela al fiume, con la via principale che fungeva da argine. Il centro storico ha conservato l'armonia e l'unità del paesaggio urbano. La maggior parte degli edifici sono ancora utilizzati per i loro scopi originali, fornendo un quadro eccezionale di come fosse una città coloniale spagnola. |
|      | Parco archeologico nazionale di Tierradentro               | Inzá                                                                                               | Culturale (743; iii)              | 1995 | Nel parco sono visibili diverse statue monumentali di figure umane, che contengono anche molti ipogei databili dal VI al X secolo. Queste enormi tombe sotterranee (alcune camere sepolcrali sono larghe fino a 12 m) sono decorate con motivi che riproducono l'arredamento interno delle abitazioni dell'epoca. Rivelano la complessità sociale e la ricchezza culturale di una società preispanica nelle Ande settentrionali. |
|      | Parco Archeologico San Agustín                             | Isnos, San Agustín                                                                                 | Culturale (744; iii)              | 1995 | Il più grande gruppo di monumenti religiosi e sculture megalitiche del Sudamerica si trova in un paesaggio selvaggio e spettacolare. Divinità e animali mitici sono abilmente rappresentati in stili che vanno dall'astratto al realista. Queste opere d'arte mostrano la creatività e l'immaginazione di una cultura andina settentrionale che fiorì dal I all'VIII secolo. |
|      | Santuario floro-faunistico di Malpelo                      | Buenaventura                                                                                       | Naturale (1216; vii, ix)          | 2006 | Situato a circa 506 km al largo della costa della Colombia, il sito comprende l'isola Malpelo (350 ha) e l'ambiente marino circostante (857 150 ha). Questo vasto parco marino, la più grande zona di divieto di pesca nel Pacifico tropicale orientale, fornisce un habitat fondamentale per le specie marine minacciate a livello internazionale ed è una delle principali fonti di nutrienti che si traducono in grandi aggregazioni di biodiversità marina. È in particolare un "serbatoio" per squali, cernie giganti e marlin ed è uno dei pochi posti al mondo in cui sono stati confermati gli avvistamenti dello squalo volpe pelagico, uno squalo di acque profonde. |
|      | Paesaggio culturale del caffè della Colombia               | Dipartimento di Caldas, Dipartimento di Quindío, Dipartimento di Risaralda, Dipartimento di Tolima | Culturale (1121; v, vi)           | 2011 | Eccezionale esempio di paesaggio culturale sostenibile e produttivo, rappresentativo di una tradizione che è un forte simbolo per le aree di coltivazione del caffè in tutto il mondo, comprende sei paesaggi agricoli, con 18 centri urbani ai piedi delle catene occidentali e centrali della Cordigliera delle Ande. Riflette una tradizione centenaria di coltivazione del caffè in piccoli appezzamenti nella foresta alta e il modo in cui i contadini hanno adattato la coltivazione alle difficili condizioni di montagna. Le aree urbane, situate principalmente sulle cime relativamente piatte delle colline sopra i campi di caffè in pendenza, sono caratterizzate dall'architettura della colonizzazione antioquiana con influenza spagnola. I materiali da costruzione erano, e rimangono in alcune zone, tutolo e canne plissettate per le pareti con tegole di argilla per i tetti. |
|      | Qhapaq Ñan, sistema stradale andino                        | 9 siti (altri 128 sono in Argentina, Bolivia, Cile, Ecuador, Perù)                                 | Culturale (1459; ii, iii, iv, vi) | 2014 | Questo sito è una vasta rete di strade per le comunicazioni, il commercio e la difesa che coprono 30 000 km. Costruita dagli Inca nel corso di diversi secoli e in parte basata su infrastrutture preincaiche, questa straordinaria rete attraverso uno dei terreni geografici più estremi del mondo collegava le cime innevate delle Ande (a un'altitudine di oltre 6 000 m) alla costa, attraversando calde foreste pluviali, fertili vallate e deserti. Raggiunse la sua massima espansione nel XV secolo. Il Qhapaq Ñan comprende 137 componenti distribuiti su oltre 6 000 km che sono stati selezionati per evidenziare i risultati sociali, politici, architettonici e ingegneristici della rete, insieme alle relative infrastrutture per il commercio, l'alloggio e lo stoccaggio, nonché siti di importanza religiosa. |
|      | Parco nazionale di Chiribiquete – "La maloca del giaguaro" | Calamar, Cartagena del Chairá, San Vicente del Caguán, Solano                                      | Misto (1174; iii, ix, x)          | 2018 | Il Parco nazionale di Chiribiquete, la più grande area protetta della Colombia, è il punto di confluenza di quattro province biogeografiche: Amazzonia, Ande, Orinoco e Guyana. In quanto tale, il parco garantisce la connettività e la conservazione della biodiversità di queste province, costituendosi come uno scenario di interazione in cui sono fiorite diversità ed endemismi di flora e fauna. Una delle caratteristiche distintive di Chiribiquete è la presenza di tepui, altipiani di arenaria a strapiombo che si stagliano nella foresta e si traducono in uno scenario spettacolare che è rafforzato dalla sua lontananza, inaccessibilità e conservazione eccezionale. Oltre 75 000 figure sono state realizzate dagli indigeni sulle pareti dei 60 rifugi rupestri dal 20 000 a.C., e sono ancora realizzate oggi dai popoli incontattati protetti dal parco. Questi dipinti raffigurano scene di caccia, battaglie, danze e cerimonie, oltre a specie di fauna e flora, con un particolare culto del giaguaro, simbolo di potenza e fertilità. |

## Siti candidati
| Foto | Sito | Luogo                                                                                      | Tipo                           | Anno       | Descrizione |
| ---- | --- | ------------------------------------------------------------------------------------------ | ------------------------------ | ---------- | --- |
|      | Area marina protetta Seaflower                                                                                           | Isola de Providencia, San Andrés                                                           | Naturale (5166; ix, x)         | 18/09/2007 | Il sito proposto è un'area marina protetta creata nel 2005 con ecosistemi costieri e marini tra cui barriere coralline, mangrovie, alghe, spiagge e acque profonde. È la prima area marina protetta in Colombia, la più grande nella regione dei Caraibi e tra le più grandi al mondo. Il sito fa parte della Riserva della biosfera Seaflower. |
|      | Canal del Dique | Dipartimento dell'Atlantico, Dipartimento di Bolívar, San Onofre                           | Culturale (5756; i, iv)        | 27/09/2012 | Il Canal del Dique è stata una delle prime e più importanti opere di ingegneria intraprese nelle Americhe e ha permesso la comunicazione di Cartagena con il fiume Magdalena, la principale via d'acqua della Nuova Granada, per mezzo di una serie di canali artificiali. Il suo aspetto ha favorito una comunicazione più rapida con i centri urbani, ha rafforzato la posizione di Cartagena come il porto più importante di questo territorio sul Mar dei Caraibi ed è diventato un grande ecosistema paludoso. |
|      | Città universitaria di Bogotá                                                                                            | Bogotà                                                                                     | Culturale (5759; i, iv)        | 27/09/2012 | La Città universitaria di Bogotá è un progetto urbanistico, architettonico ed educativo, sviluppato a partire dal 1936 per concentrare in un unico sito tutte le divisioni dell'Università Nazionale, che fino ad allora erano sparse in diversi luoghi ed edifici della città. L'educatore Fritz Karsen e l'architetto Leopold Rother hanno sviluppato insieme un quadro educativo innovativo integrato nelle istituzioni esistenti, nonché un piano urbanistico e architettonico. La Città Universitaria di Bogotá è stata un progetto pionieristico in America Latina, che non solo ha incorporato il concetto di "campus", ma è servito da laboratorio di architettura e urbanistica con l'introduzione di tendenze, stili e linguaggi che hanno rotto i paradigmi consolidati, guidando l'emergere dell'architettura moderna in questa regione d'America.                                                                                      |
|      | Sistema idraulico preispanico del fiume San Jorge                                                                        | Dipartimento di Bolívar, Dipartimento di Córdoba, Dipartimento di Sucre                    | Culturale (5764; iii, iv, v)   | 27/09/2012 | Il sistema di terrazzamenti e argini per colture e abitazioni situato nella parte occidentale dell'area nota come Depresión Momposina o La Mojana, è stato un adattamento alternativo all'ambiente circostante utilizzato dalle comunità indigene che hanno occupato questa zona alluvionale del continente per un periodo di oltre duemila anni lasciando numerosi resti archeologici costituiti da campioni di ceramica, oreficeria e in generale da testimonianze delle loro attività quotidiane. A causa della sua estensione, questa è la più grande trasformazione intrapresa dall'uomo preispanico nel continente. |
|      | Parchi nazionali di Tayrona e della Sierra Nevada de Santa Marta e loro siti archeologici                                | Dipartimento di Cesar, Dipartimento di La Guajira, Dipartimento di Magdalena               | Misto (5765; iii, iv, v, viii) | 27/09/2012 | Entrambi i parchi contengono diversi villaggi di interesse archeologico, i principali sono il Parco archeologico di Teyuna, o Buritaca 200, noto anche come Ciudad Perdida (Città Perduta), situato nella parte nord-ovest della Sierra e l'antica città di Tayrona chiamata "Chairama", o piccolo villaggio, situata all'estremità orientale del parco omonimo. Questi siti sono stati scoperti attraverso una ricerca antropologica e archeologica sviluppata nella Sierra Nevada de Santa Marta a partire dai primi decenni del XX secolo, che ha portato alla localizzazione di molti siti archeologici e a vari studi etnologici sugli attuali abitanti. |
|      | Templi della dottrina cattolica                                                                                          | Inzá, Páez                                                                                 | Culturale (5767; ii, iv)       | 27/09/2012 | Durante il XVIII secolo, nella regione di Tierradentro furono costruiti un gruppo di dodici templi in un'area relativamente piccola, destinati all'indottrinamento della popolazione indigena. A differenza della maggior parte dei templi di dottrina cattolica del resto del paese, la maggior parte dei quali non esiste più, questo interessante gruppo di templi rimane in piedi; si caratterizzano per la loro omogeneità e per essere il prodotto di un processo di sincretismo culturale tra spagnoli e indigeni e per essere un riferimento importante per la memoria delle comunità che hanno abitato questa zona. Dei dodici templi iniziali, sette sono ancora in piedi: San Miguel de Avirama, San Antonio de Chinas, San Andrés de Pisimbalá, Santa Rosa de Lima o Capisisco, Santa Rosa de Suin, San Pedro Apóstol de Togoima e San Roque de Yaquivá.                                                                                |
|      | Infrastrutture della United Fruit Company                                                                                | Zona Bananera                                                                              | Culturale (5770; iv, vi)       | 27/09/2012 | Questo complesso di sfruttamento agricolo situato nella Sierra Nevada de Santa Marta e Cienaga Grande, è stato sviluppato principalmente dalla multinazionale United Fruit Company (arrivata nel paese nel 1899), progettando e costruendo villaggi residenziali, aree amministrative, aree di servizio e campi di lavoro seguendo modelli americani e introducendo ferrovie costruite per il trasporto delle banane. |
|      | Sud della provincia di Ricaurte                                                                                          | Arcabuco, Chiquiza, Gachantivá, Sáchica, Santa Sofía, Sutamarchán, Tinjacá, Villa de Leyva | Misto (5771; ii, iii, viii, x) | 27/09/2012 | La parte meridionale della provincia di Ricaurte è un'area relativamente piccola in cui si trova un'ampia diversità di risorse naturali e culturali, con un grande potenziale di sviluppo. Conserva elementi naturali come il santuario floro-faunistico di Iguaque, fossili appartenenti al periodo Cretaceo (circa 65 milioni di anni fa), resti archeologici preispanici, unità produttive coloniali, tracce di fondamenta e alcuni edifici del periodo coloniale, elementi molto apprezzati dai residenti della zona ma minacciati dal turismo incontrollato e dall'attività agricola. |
|      | Puente de Occidente (Ponte di Occidente)                                                                                 | Olaya, Santa Fe de Antioquia                                                               | Culturale (5772; i, iv)        | 27/09/2012 | Il Puente de Occidente è una struttura costruita alla fine del XIX secolo. È una delle opere di ingegneria civile più importanti del suo tempo in America e la sua costruzione è considerata l'inizio di questa disciplina in Colombia. Il suo progetto prende come riferimento il ponte di Brooklyn a New York, ai cui lavori di costruzione partecipò José María Villa, che adattò poi tale progetto alle condizioni locali. |
|      | Paesaggio culturale dell'architettura vernacolare delle palafitte della Cienaga Grande de Santa Marta e del Medio Atrato | Bojayá, Medio Atrato, Murindó, Pueblo Viejo, Quibdo, Sitionuevo, Vigia del Fuerte          | Culturale (5842; iv, v)        | 22/10/2013 | Il paesaggio culturale modellato dalle popolazioni della Cienaga Grande de Santa Marta è un esempio rappresentativo di adattamento e convivenza in un ambiente lacustre, che ha permesso la permanenza e la continuità delle tradizioni e delle conoscenze sulla pesca, nonché l'emergere di tecniche di costruzione e sistemi di produzione definiti dalle condizioni ambientali e dalle risorse. Nel caso delle cooperative edilizie del Medio Atrato, questo paesaggio culturale è il risultato dell'adattamento di gruppi umani (formati principalmente da discendenti africani) che si stabilirono in quest'area nel mezzo della foresta pluviale tropicale del Pacifico fin dal XVII secolo. Questi gruppi adattano il ritmo delle loro attività quotidiane alle fluttuazioni del livello dell'acqua derivante sia dalle precipitazioni che dal fiume stesso, con modelli di insediamento lineare di case su palafitte lungo il fiume Atrato. |
|      | Eredità architettonica di Rogelio Salmona: un manifesto etico, politico, sociale e poetico                               | Bogotà, Cartagena de Indias, Tabio                                                         | Culturale (6600; ii, iv)       | 01/02/2022 | Il sito seriale comprende una raccolta di sette opere e le relative zone di rispetto. È una selezione di proposte architettoniche, urbane, paesaggistiche e sociali che contribuiscono a rappresentare al meglio la filosofia e gli ideali di società, città e architettura espressi dall'intera opera di Rogelio Salmona. I progetti scelti abbracciano un arco temporale che va dalla metà del XX secolo, quando l'architetto iniziò a costruire in Colombia, fino all'inizio del XXI secolo. Inoltre, è stata effettuata una selezione di temi, scale e usi: abitazioni collettive, abitazioni individuali, edifici istituzionali e progetti ricreativi e paesaggistici. |